# Etsaut
Etsaut (prononcé [ɛtsot] ; en béarnais Eth Saut) est une commune française, située en Béarn, dans le département des Pyrénées-Atlantiques en région Nouvelle-Aquitaine.
Le gentilé est Etsautois ou Etsautais (les deux appellations sont utilisées dans les textes administratifs).

## Géographie

### Localisation

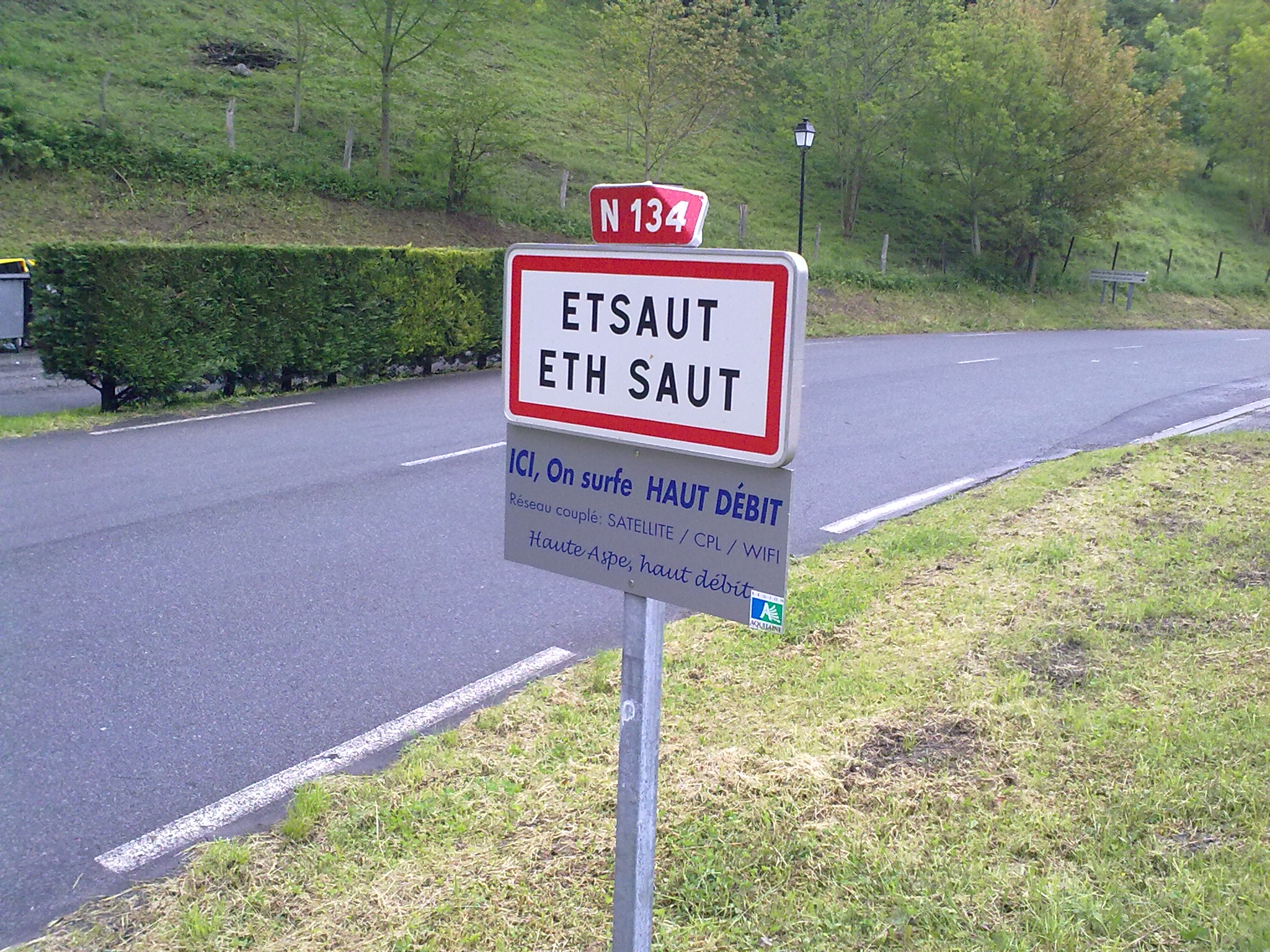
Le panneau de l'entrée dans Etsaut en béarnais et en français.

La commune d'Etsaut se trouve dans le département des Pyrénées-Atlantiques, en région Nouvelle-Aquitaine.
Elle se situe à 69 km par la route de Pau, préfecture du département, et à 36 km d'Oloron-Sainte-Marie, sous-préfecture.
Les communes les plus proches sont : 
Borce (0,4 km), Cette-Eygun (3,1 km), Urdos (4,6 km), Lescun (5,8 km), Accous (7,3 km), Lées-Athas (8,1 km), Osse-en-Aspe (10,0 km), Bedous (10,0 km).
Sur le plan historique et culturel, Etsaut fait partie de la province du Béarn, qui fut également un État et qui présente une unité historique et culturelle à laquelle s’oppose une diversité frappante de paysages au relief tourmenté.

### Communes limitrophes
Les communes limitrophes sont  Borce, Cette-Eygun, Laruns et Urdos.
|       | Cette-Eygun |        |
| Borce | Etsaut      | Laruns |
|       | Urdos       |        |

### Paysages et relief

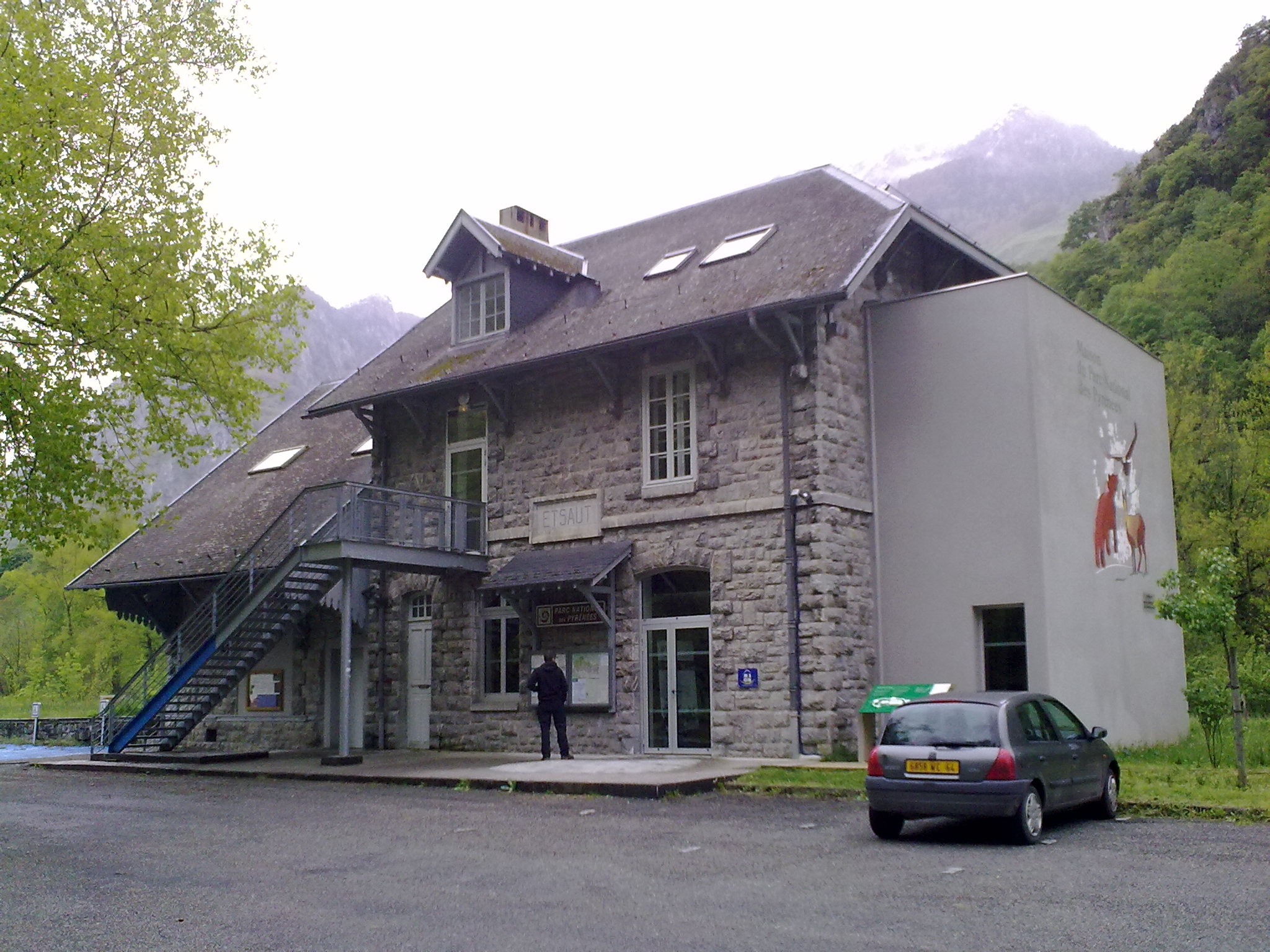
L'ancienne gare de Etsaut reconvertie en centre pour le parc national.

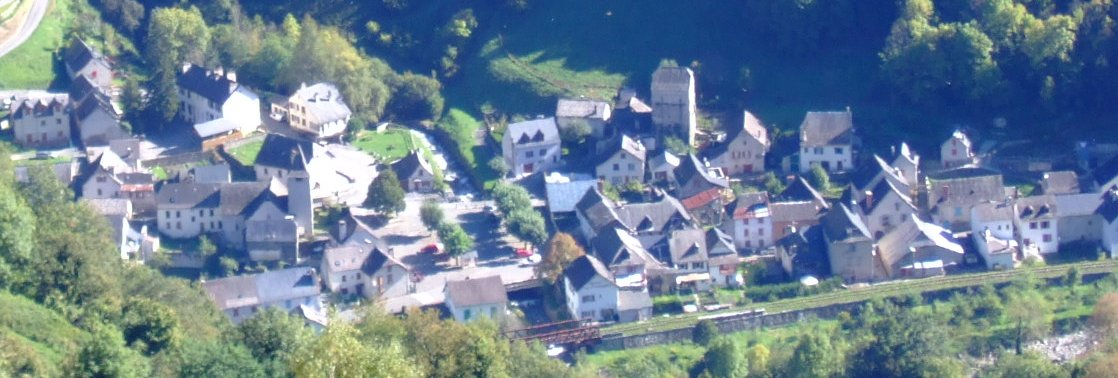
Vue sur Etsaut depuis le GR 10, au-dessus de Borce

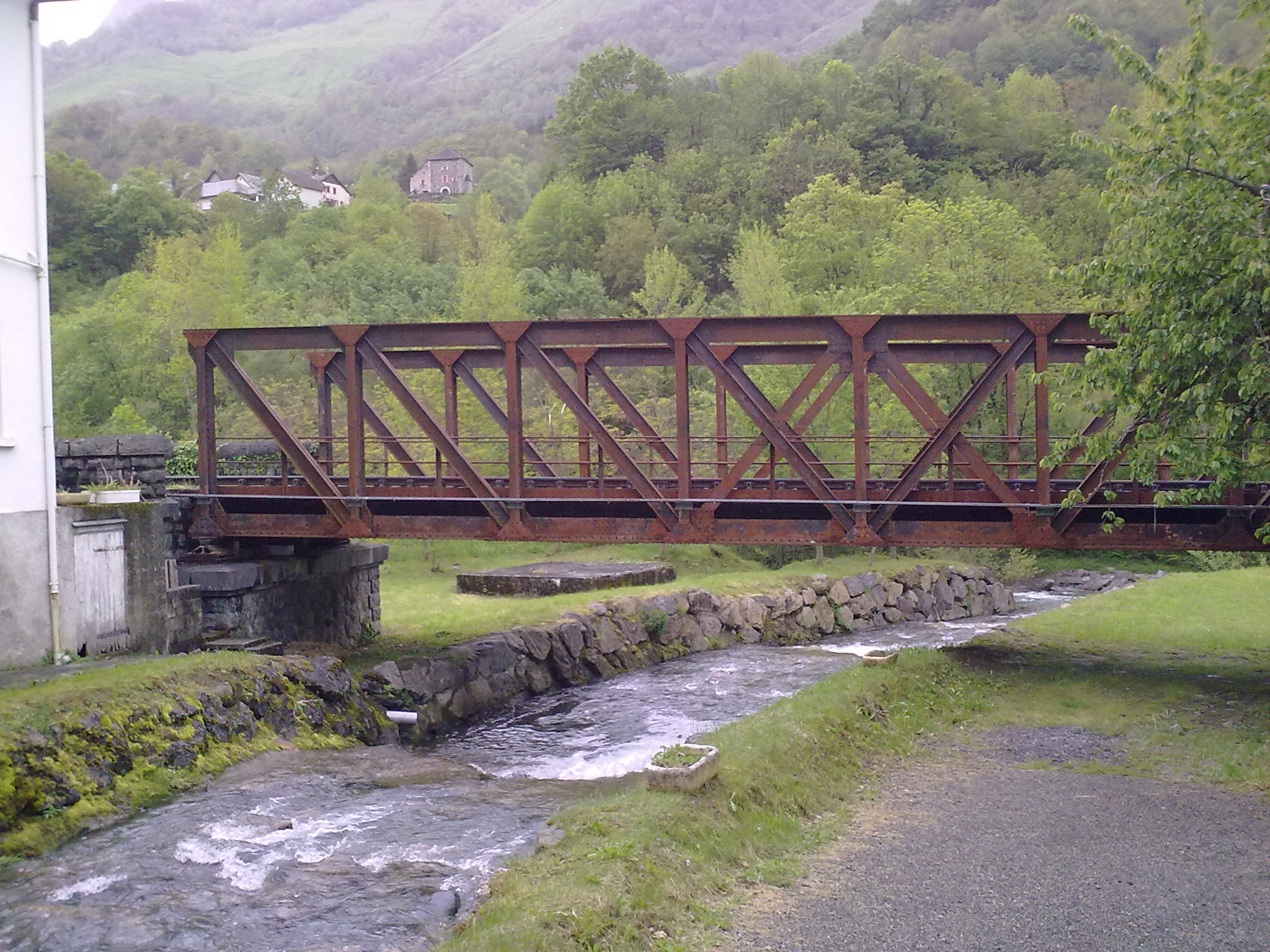
Ligne de chemin de fer Pau Canfranc.

La commune se situe dans la haute vallée d'Aspe, à 70 km de Pau et à 10 km du tunnel du Somport, à 15 du col du Somport et de la frontière franco-espagnole.
Etsaut s'étend sur 3 495 hectares, en zone centrale et périphérique occidentale du Parc national des Pyrénées, de l'adret du Massif de Sesques jusqu'à proximité des lacs d'Ayous. Son territoire est limité au nord par la charîne des Soum d'Ypy (1 608 m) et de l'Escarpu ou Pic de Sesques (2 606 m), à l'est par la chaîne issue de l'Escarpu, et suivant le Soum de Moundaut (2 526 m), le Capéran de Sesque (2 410 m), le Pic Gaziés (2 456 m), le Turon Garié (2 381 m), le Soum d'Aas (2 406 m) et le Pic d'Ayous (2 288 m), et au sud par le Soum de la Mourouette de Larry (2 208 m) et le Soum de Lagaube (1 985 m) avant le longer les limites du Bosc det Pacq (Bois de Pacq) jusqu'au fort du Portalet, ouvrage militaire fortifié qui surplombe le gave Sescoué lorsqu'il rejoint le gave d'Aspe par les gorges du Pont de l'Enfer.
Celles-ci sont surmontées du chemin de la Mâture, dont le début, creusé à même la roche en surplomb de hautes falaises, permettait au XVIIIe siècle d'acheminer les troncs des plus hautes futaies de France, afin d'en faire les mâts de la marine royale.
Situé au confluent du gave d'Aspe et du gave Sadum, issu du massif de Sesques, le bourg signalé par un édifice militaire du XIVe siècle, la Tour des Maures, est traversé par l'ancienne route nationale 134 et l'ancienne ligne ferroviaire Pau-Canfranc.
- Cols de la Coundre, de Sesque, de Seguit, de Turon Garié, d'Aas de Bielle, d'Ayous, de la Hourquette de Larry, du Bendous, d'Arras
- Sommets : soum d'Ypy (1 743 m), pic d'Aygarri (2 099 m), pic de Sesques (2 606 m), soum de Moundaut (2 526 m), Capéran de Sesques (2 410 m), pic Gaziés (2 456 m), Turon Garié (2 381 m), soum d'Aas (2 406 m), pic d'Ayous (2 288 m), soum de la Hourquette de Larry (2 208 m), le soum de Lagaube (1 985 m).

### Hydrographie

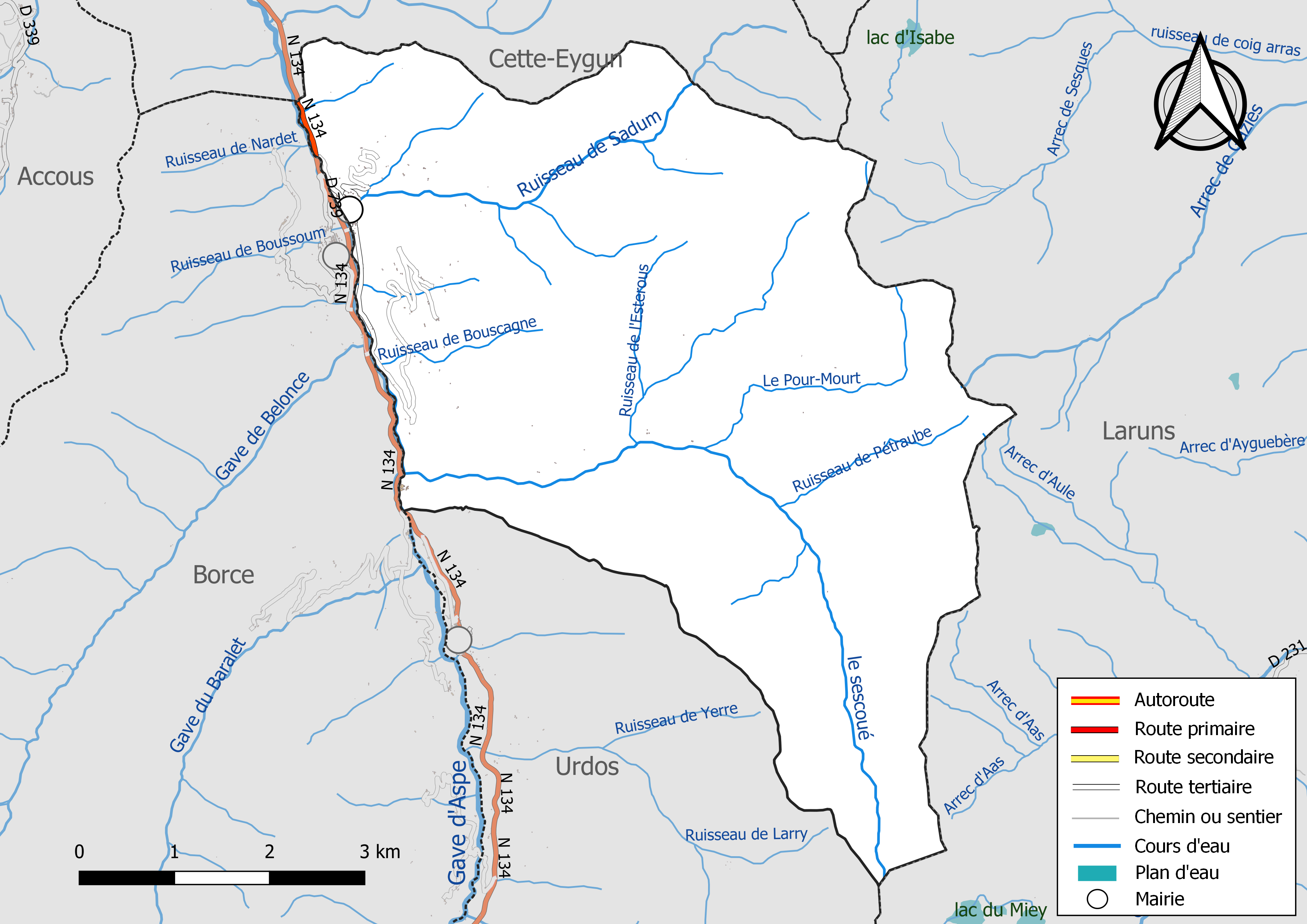
Réseaux hydrographique et routier d'Etsaut.

La commune est drainée par le gave d'Aspe, le sescoué, le ruisseau de Sadum, le Pour-Mourt, le ruisseau de Bouscagne, le ruisseau de l'Esterous, le ruisseau de Lucharry, le ruisseau de Nardet, le ruisseau de Pétraube, le ruisseau de Yèse, et par divers petits cours d'eau, constituant un réseau hydrographique de 36 km de longueur totale,.
Le gave d'Aspe, d'une longueur totale de 58,1 km, prend sa source dans le cirque d'Aspe, au pied du Mont Aspe (2 643 m), en Espagne, et s'écoule du sud vers le nord. Il traverse la commune et se jette dans le gave d'Oloron à Oloron-Sainte-Marie, après avoir traversé 17 communes.

### Climat
Pour des articles plus généraux, voir Climat de la Nouvelle-Aquitaine et Climat des Pyrénées-Atlantiques.
Historiquement, la commune est exposée à un climat de montagne.  
En 2020, Météo-France publie une typologie des climats de la France métropolitaine dans laquelle la commune est toujours exposée à un climat de montagne et est dans la région climatique Pyrénées atlantiques, caractérisée par une pluviométrie élevée (>1 200 mm/an) en toutes saisons, des hivers très doux (7,5 °C en plaine) et des vents faibles.
Pour la période 1971-2000, la température annuelle moyenne est de 11 °C, avec une amplitude thermique annuelle de 13 °C. Le cumul annuel moyen de précipitations est de 1 554 mm, avec 12 jours de précipitations en janvier et 9,2 jours en juillet. Pour la période 1991-2020, la température moyenne annuelle observée sur la station météorologique la plus proche, située sur la commune de Licq-Athérey à 30 km à vol d'oiseau, est de 13,1 °C et le cumul annuel moyen de précipitations est de 1 528,1 mm,. Pour l'avenir, les paramètres climatiques de la commune estimés pour 2050 selon différents scénarios d’émission de gaz à effet de serre sont consultables sur un site dédié publié par Météo-France en novembre 2022.

### Milieux naturels et biodiversité

#### Espaces protégés
La protection réglementaire est le mode d’intervention le plus fort pour préserver des espaces naturels remarquables et leur biodiversité associée,.
Dans ce cadre, la commune fait partie de la zone cœur et de l'aire d'adhésion du Parc National des Pyrénées. Créé en 1967 et d'une superficie de 45 806 ha, ce parc abrite une faune riche et spécifique particulièrement intéressante : importantes populations d’isards, colonies de marmottes réimplantées avec succès, grands rapaces tels le Gypaète barbu, le Vautour fauve, le Percnoptère d’Égypte ou l’Aigle royal, le Grand tétras et le discret Desman des Pyrénées qui constitue l’exemple type de ce précieux patrimoine confié au Parc national et aussi l'Ours des Pyrénées,.

#### Réseau Natura 2000
Le réseau Natura 2000 est un réseau écologique européen de sites naturels d'intérêt écologique élaboré à partir des Directives « Habitats » et « Oiseaux », constitué de zones spéciales de conservation (ZSC) et de zones de protection spéciale (ZPS).
Deux sites Natura 2000 ont été définis sur la commune au titre de la « directive Habitats », : 
- le « massif de Sesques et de l'Ossau », d'une superficie de 25 794 ha, présentant des habitas avec de nombreuses espèces rares, souvent endémiques des Pyrénées. Il constitue également une aire de présence régulière de l'ours des Pyrénées[23] ;
- « le gave d'Aspe et le Lourdios (cours d'eau) », d'une superficie de 1 595 ha, un vaste réseau de torrents d'altitude et de cours d'eau de coteaux à très bonne qualité des eaux[24] ;

et une au titre de la « directive Oiseaux », : 
- les « hautes vallées d'Aspe et d'Ossau », d'une superficie de 49 106 ha, une vaste étendue de système montagnard et alpin étalée sur plusieurs vallées incluant la Zone centrale du Parc national des Pyrénées, dont l'intérêt est la présence d'habitats et d'espèces de haute altitude, souvent spécifiques aux Pyrénées[25].

#### Zones naturelles d'intérêt écologique, faunistique et floristique
L’inventaire des zones naturelles d'intérêt écologique, faunistique et floristique (ZNIEFF) a pour objectif de réaliser une couverture des zones les plus intéressantes sur le plan écologique, essentiellement dans la perspective d’améliorer la connaissance du patrimoine naturel national et de fournir aux différents décideurs un outil d’aide à la prise en compte de l’environnement dans l’aménagement du territoire.
Trois ZNIEFF de type 1 sont recensées sur la commune, : 
- la « montagne de Liard » (7 047,09 ha), couvrant 5 communes du département[27] ;
- le « réseau hydrographique du gave d'Aspe et ses rives » (1 207,81 ha), couvrant 23 communes du département[28],
- la « rive droite de la Haute vallée d'Aspe » (6 491,46 ha), couvrant 3 communes du département[29] ;

et deux ZNIEFF de type 2,, : 
- le « réseau hydrographique du gave d'Oloron et de ses affluents » (6 885,32 ha), couvrant 114 communes dont 2 dans les Landes et 112 dans les Pyrénées-Atlantiques[30] ;
- la « vallée d'Aspe » (54 924,87 ha), couvrant 22 communes du département[31].

## Urbanisme

### Typologie
Au 1er janvier 2024, Etsaut est catégorisée commune rurale à habitat dispersé, selon la nouvelle grille communale de densité à sept niveaux définie par l'Insee en 2022.
Elle est située hors unité urbaine et hors attraction des villes,.

### Occupation des sols

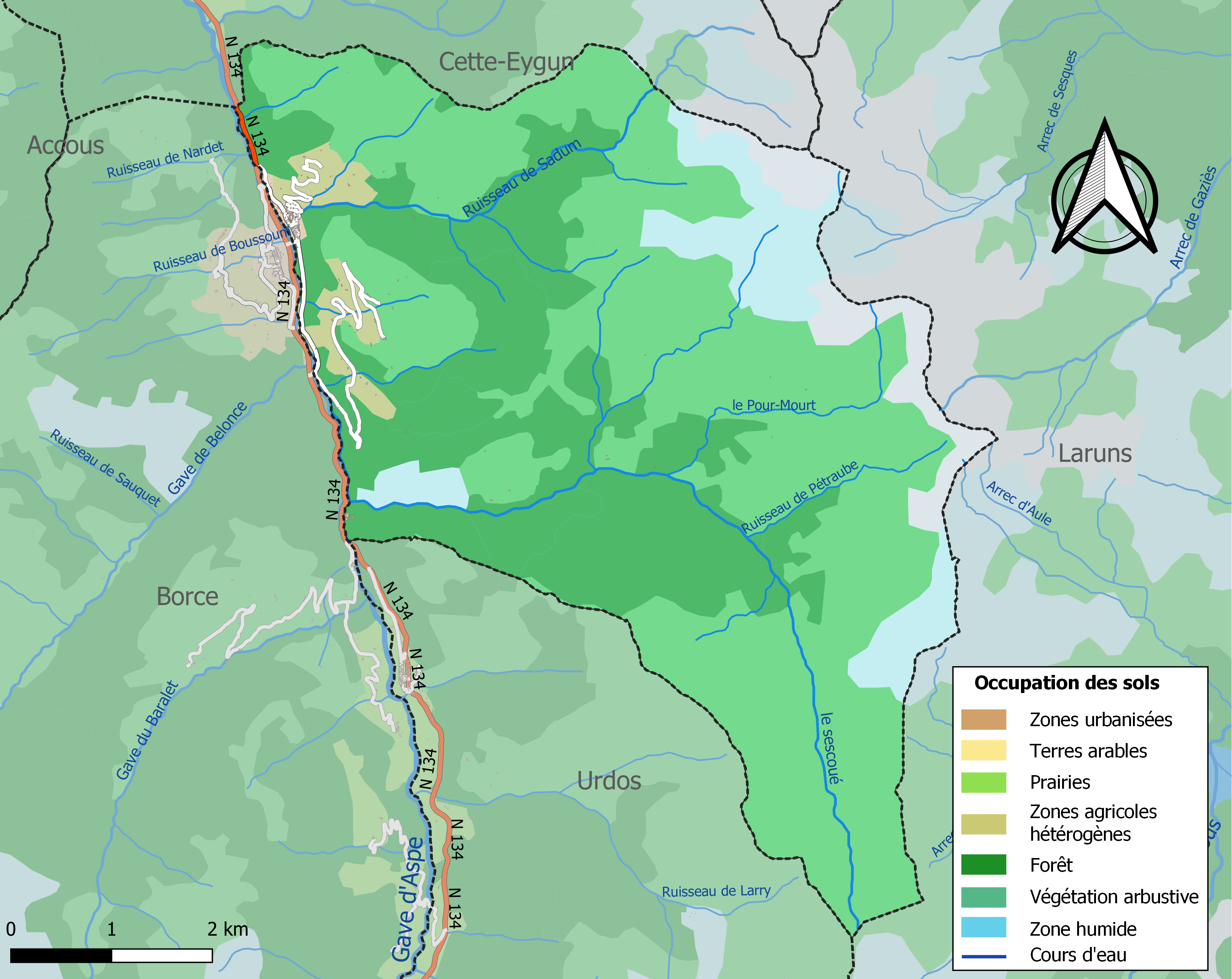
Carte des infrastructures et de l'occupation des sols de la commune en 2018 (CLC).

L'occupation des sols de la commune, telle qu'elle ressort de la base de données européenne d’occupation biophysique des sols Corine Land Cover (CLC), est marquée par l'importance des forêts et milieux semi-naturels (97 % en 2018), en diminution par rapport à 1990 (98,3 %). La répartition détaillée en 2018 est la suivante : 
milieux à végétation arbustive et/ou herbacée (53,8 %), forêts (31,6 %), espaces ouverts, sans ou avec peu de végétation (11,6 %), zones agricoles hétérogènes (2,7 %), zones urbanisées (0,3 %). L'évolution de l’occupation des sols de la commune et de ses infrastructures peut être observée sur les différentes représentations cartographiques du territoire : la carte de Cassini (XVIIIe siècle), la carte d'état-major (1820-1866) et les cartes ou photos aériennes de l'IGN pour la période actuelle (1950 à aujourd'hui).

### Lieux-dits et hameaux
- Bourg
- Quartiers Seberry, Lares
- Bois du Pacq, bois de Busteigts
- Pont de Cebers (gave d'Aspe), gorges d'Enfer (gave Secoue), pont du bourg (gave Sadum)
- Estives de la Baigt de Sencours et des cabanes de Licoué, Yèse, Salistre, Caillou, Cap de Guerren

### Voies de communication et transports

#### Sentiers de randonnée
Les randonneurs s'y croisent sur le GR 10 (sentier de grande randonnée, qui longe d'est en ouest la chaîne des Pyrénées), et le GR 653 (Voie d'Arles du chemin de Saint-Jacques, vers le col du Somport, Jaca et Saint-Jacques-de-Compostelle.

### Risques majeurs
Le territoire de la commune d'Etsaut est vulnérable à différents aléas naturels : météorologiques (tempête, orage, neige, grand froid, canicule ou sécheresse), inondations, feux de forêts, mouvements de terrains, avalanche  et séisme (sismicité moyenne). Il est également exposé à un risque particulier : le risque de radon. Un site publié par le BRGM permet d'évaluer simplement et rapidement les risques d'un bien localisé soit par son adresse soit par le numéro de sa parcelle.

#### Risques naturels
Certaines parties du territoire communal sont susceptibles d’être affectées par le risque d’inondation par une crue torrentielle ou à montée rapide de cours d'eau, notamment le gave d'Aspe. La commune a été reconnue en état de catastrophe naturelle au titre des dommages causés par les inondations et coulées de boue survenues en 1982 et 2009,.
Etsaut est exposée au risque de feu de forêt. En 2020, le premier plan de protection des forêts contre les incendies (PDPFCI) a été adopté pour la période 2020-2030. La réglementation des usages du feu à l’air libre et les obligations légales de débroussaillement dans le département des Pyrénées-Atlantiques font l'objet d'une consultation de public ouverte du 16 septembre au 7 octobre 2022,.
Les mouvements de terrains susceptibles de se produire sur la commune sont des mouvements de sols liés à la présence d'argile et des affaissements et effondrements liés aux cavités souterraines (hors mines). Afin de mieux appréhender le risque d’affaissement de terrain, un inventaire national permet de localiser les éventuelles cavités souterraines sur la commune.

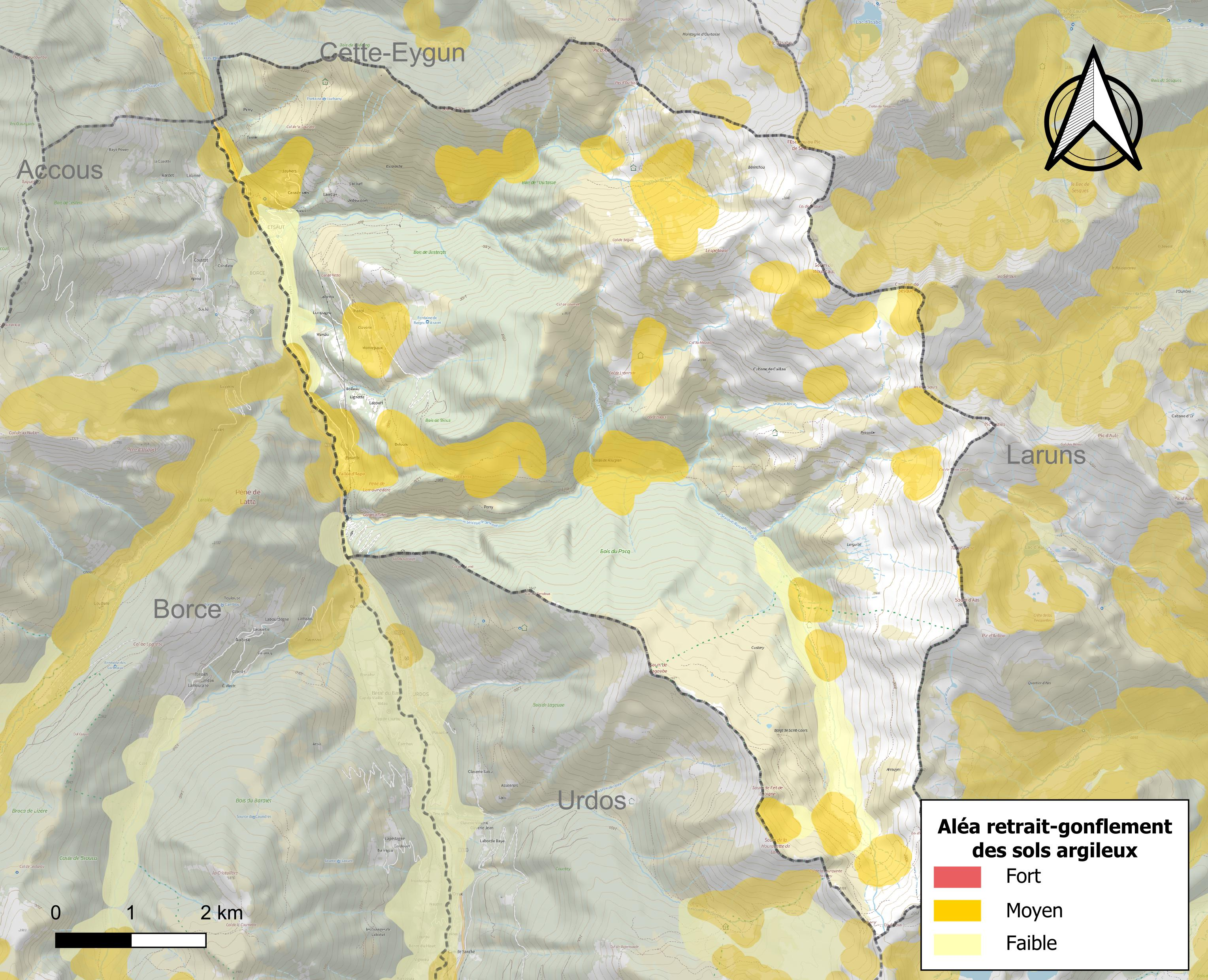
Carte des zones d'aléa retrait-gonflement des sols argileux d'Etsaut.

Le retrait-gonflement des sols argileux est susceptible d'engendrer des dommages importants aux bâtiments en cas d’alternance de périodes de sécheresse et de pluie. 16,4 % de la superficie communale est en aléa moyen ou fort (59 % au niveau départemental et 48,5 % au niveau national). Depuis le 1er octobre 2020, en application de la loi ELAN, différentes contraintes s'imposent aux vendeurs, maîtres d'ouvrages ou constructeurs de biens situés dans une zone classée en aléa moyen ou fort,.
La commune est exposée aux risques d'avalanche. Les habitants exposés à ce risque doivent se renseigner, en mairie, de l’existence d’un plan de prévention des risques avalanches (PPRA). Le cas échéant, identifier les mesures applicables à l'habitation, identifier, au sein de l'habitation, la pièce avec la façade la moins exposée à l’aléa pouvant faire office, au besoin, de zone de confinement et équiper cette pièce avec un kit de situation d’urgence,.

#### Risque particulier
Dans plusieurs parties du territoire national, le radon, accumulé dans certains logements ou autres locaux, peut constituer une source significative d’exposition de la population aux rayonnements ionisants. Selon la classification de 2018, la commune d'Etsaut est classée en zone 3, à savoir zone à potentiel radon significatif.

## Toponymie
Le toponyme Etsaut apparaît sous les formes 
Etsaut (1250, for d'Aspe), 
Atsaut (vers 1360, titres de Came), 
Adsaut (1385, censier de Béarn), 
Atssaut (1397, notaires de Navarrenx), 
Sent Grat deu Saut (1620, insinuations du diocèse d'Oloron).
Le nom d'Etsaut vient du gascon pyrénéen eth saut (le bois), lui-même issu du bas latin saltus (bois profond et sauvage) précédé de l'article eth caractéristique du béarnais des hautes vallées.
Son nom béarnais est Eth Saut.
Aas désigne un mont présent sur les communes de Laruns et Etsaut. Ce toponyme apparaît sous la forme 
lo port et montanhe aperat Haas (1487, notaires d'Ossau).

## Histoire
À la fin du Ve siècle et au début du VIe siècle, Etsaut est une étape relais de Gratus (saint Grat, évêque de Oloron et Jaca) entre les deux cités béarnaise et aragonaise.
Au XIIe siècle, traité de la Vesiau sur le partage des pacages au col du Somport.
Relais diplomatique au Moyen Âge (cf patrimoine civil), et notamment en 1289, lors des entretiens de Peyranère.
En 1385, Etsaut comptait 43 feux et dépendait du bailliage d'Aspe.
Bien que situé près de Borce, le village n'a pas été incendié en 1569, lors des guerres de religion.
Prison d'État sous le régime de Vichy, le fort du Portalet a accueilli quelque temps Maurice Gamelin, Georges Mandel, Paul Reynaud et Léon Blum, avant qu'ils ne soient emprisonnés en Allemagne. 
Après la Libération, Philippe Pétain y est enfermé quelques mois après son procès à l'été 1945, avant son internement définitif au fort de Pierre-Levée à l'île d'Yeu.

## Héraldique
| Blason | Blasonnement : Écartelé: au 1er de gueules à la montagne isolée de trois pics de sable, mouvant du flanc dextre, les pics décroissant vers senestre et chargée en pointe de l’inscription d’or « 2606 », au 2e d’or à deux vaches de gueules, clarinées, accornées et de sabots d'azur, passant l’une au-dessus de l’autre, au 3e d’or à deux ours de sable contournés passant l’un au-dessus de l’autre, celui de la pointe plus petit, au 4e de gueules au fort crénelée d’or, ajouré de deux rangées de six fenêtres, les droites et gauches plus grandes et plus basses, surmonté de deux échauguettes, mouvant de la pointe et ouverte de sable. |

## Politique et administration
| Période | Période  | Identité         | Étiquette | Qualité                                                     |
| ------- | -------- | ---------------- | --------- | ----------------------------------------------------------- |
| 1995    | 2008     | Marcel Minvielle |           |                                                             |
| 2008    | 2020     | Élisabeth Médard | PS        | Présidente de la communauté de communes de la Vallée d'Aspe |
| 2020    | En cours | Damien Minvielle |           |                                                             |

### Intercommunalité
La commune fait partie de cinq structures intercommunales :
- la communauté de communes du Haut Béarn ;
- le syndicat d’énergie des Pyrénées-Atlantiques ;
- le syndicat intercommunal d'aide matérielle à la scolarisation en vallée d'Aspe ;
- le syndicat mixte des gaves d’Oloron - Aspe - Ossau et de leurs affluents ;
- le syndicat mixte du Haut-Béarn.

## Population et société

### Démographie
L'évolution du nombre d'habitants est connue à travers les recensements de la population effectués dans la commune depuis 1793. Pour les communes de moins de 10 000 habitants, une enquête de recensement portant sur toute la population est réalisée tous les cinq ans, les populations de référence des années intermédiaires étant quant à elles estimées par interpolation ou extrapolation. Pour la commune, le premier recensement exhaustif entrant dans le cadre du nouveau dispositif a été réalisé en 2008.

En 2022, la commune comptait 63 habitants, en évolution de −16 % par rapport à 2016 (Pyrénées-Atlantiques : +3,78 %, France hors Mayotte : +2,11 %).
| 1793 | 1800 | 1806 | 1821 | 1831 | 1836 | 1841 | 1846 | 1851 |
| ---- | ---- | ---- | ---- | ---- | ---- | ---- | ---- | ---- |
| 392  | 358  | 360  | 396  | 430  | 461  | 438  | 623  | 439  |

| 1856 | 1861 | 1866 | 1872 | 1876 | 1881 | 1886 | 1891 | 1896 |
| ---- | ---- | ---- | ---- | ---- | ---- | ---- | ---- | ---- |
| 426  | 432  | 410  | 389  | 391  | 365  | 356  | 352  | 358  |

| 1901 | 1906 | 1911 | 1921 | 1926 | 1931 | 1936 | 1946 | 1954 |
| ---- | ---- | ---- | ---- | ---- | ---- | ---- | ---- | ---- |
| 371  | 321  | 342  | 492  | 318  | 298  | 222  | 203  | 183  |

| 1962 | 1968 | 1975 | 1982 | 1990 | 1999 | 2006 | 2008 | 2013 |
| ---- | ---- | ---- | ---- | ---- | ---- | ---- | ---- | ---- |
| 158  | 141  | 125  | 104  | 92   | 105  | 84   | 77   | 81   |

| 2018 | 2022 | - | - | - | - | - | - | - |
| ---- | ---- | - | - | - | - | - | - | - |
| 62   | 63   | - | - | - | - | - | - | - |

## Économie
L'économie de la commune est essentiellement orientée vers l'agriculture et l'élevage (bovins, ovins et ânes des Pyrénées). La commune fait partie de la zone d'appellation de l'ossau-iraty.
La mise en place en 2004 du haut débit sur le village, dans le cadre du projet expérimental du programme PR@I de l'Europe et de la délégation aux nouvelles technologies du conseil régional d'Aquitaine, grâce au satellite et aux courants porteurs en ligne (CPL) dans le cadre d'une convention avec EDF, a fait d'Etsaut le premier village de montagne français disposant d'Internet. Depuis, l'association Haute Aspe Haut Débit gère le projet et propose un accès aux technologies numériques en encourageant des acteurs économiques ou culturels à y intervenir ou s'y installer.

## Culture locale et patrimoine

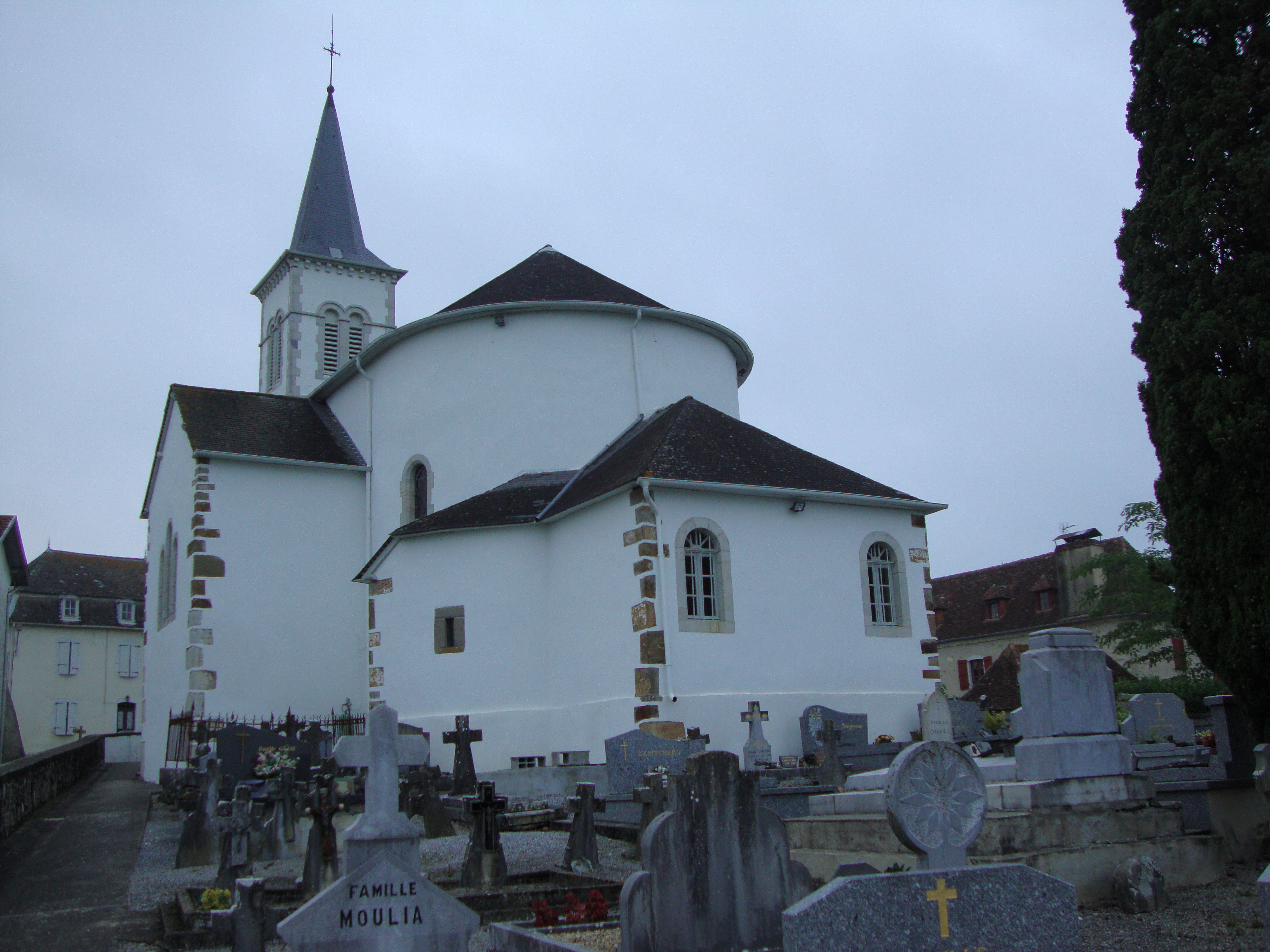
L'église Saint-Pierre avec vue du cimetière

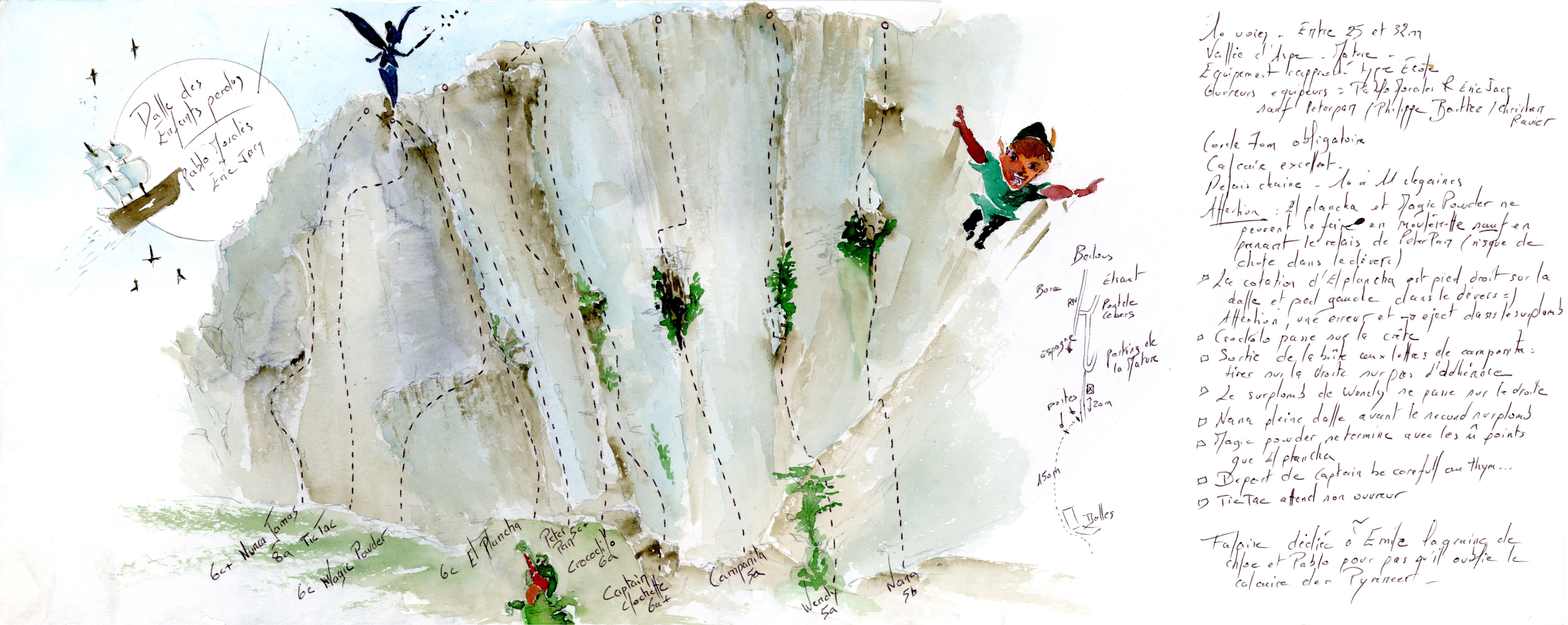
Topo d'escalade de la dalle des petits enfants perdus, la Mâture, Etsaut

Le chemin de la Mâture est notamment un site d'escalade, classé terrain d'aventure par la fédération française de la montagne et de l'escalade. Certains secteurs de la Mâture sont des falaises-écoles, comme la dalle d'Afrique et la dalle des petits enfants perdus. L'accès à la dalle des petits enfants perdus se fait par le chemin qui relie la mâture au fort du Portalet par une passerelle d'accès construite en 2021.

### Patrimoine civil et militaire
- Maisons des XVe, XVIe et XVIIe siècles.
- Maison forte du XIVe siècle.
- Une maison du Parc national des Pyrénées (lié au siège de Tarbes) est présente au village à l'emplacement de l'ancienne gare SNCF, sur la ligne Pau-Canfranc, fermée au trafic depuis 1970.
- Le fort du Portalet (dit fort d'Urdos), XVIe siècle, rénové au XIXe siècle (fort, prison), partiellement édifié également sur les communes de Borce (entrée du pont d'accès, octroi, poste de garde) et de Urdos (ouverture canonnière couvrant le sud de la route d'Espagne et du Somport - RN 134).Fort du Portalet

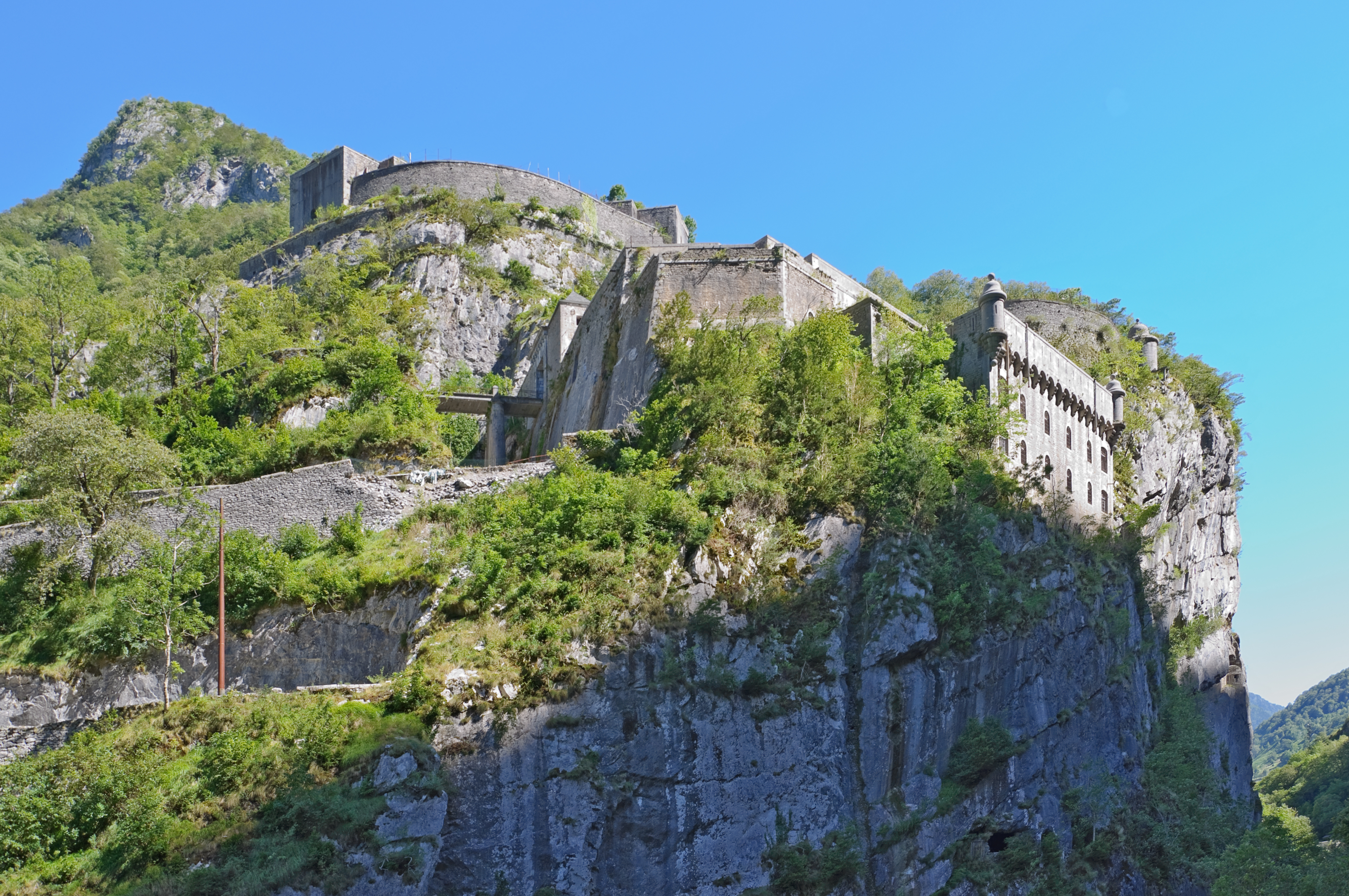
Fort du Portalet

- La tour des Maures, édifice militaire du XIVe siècle.
- La maison de l'Ours dite maison d'Arudy[63] ainsi nommée depuis le XIIe siècle, quand elle appartenait au Seigneur de la haute vallée d'Aspe. Elle a servi de « relais » à Aliénor d'Aquitaine, épouse d'Henri Plantagenêt (Henri II d'Angleterre), qui y retrouvait son gendre le roi de Castille[réf. nécessaire]. On remarque des bas-reliefs ou figurent notamment la vache et le léopard, symboles du Béarn et de l'Angleterre, et la tête d'un ours en surplomb d'un mur de façade.

### Patrimoine religieux

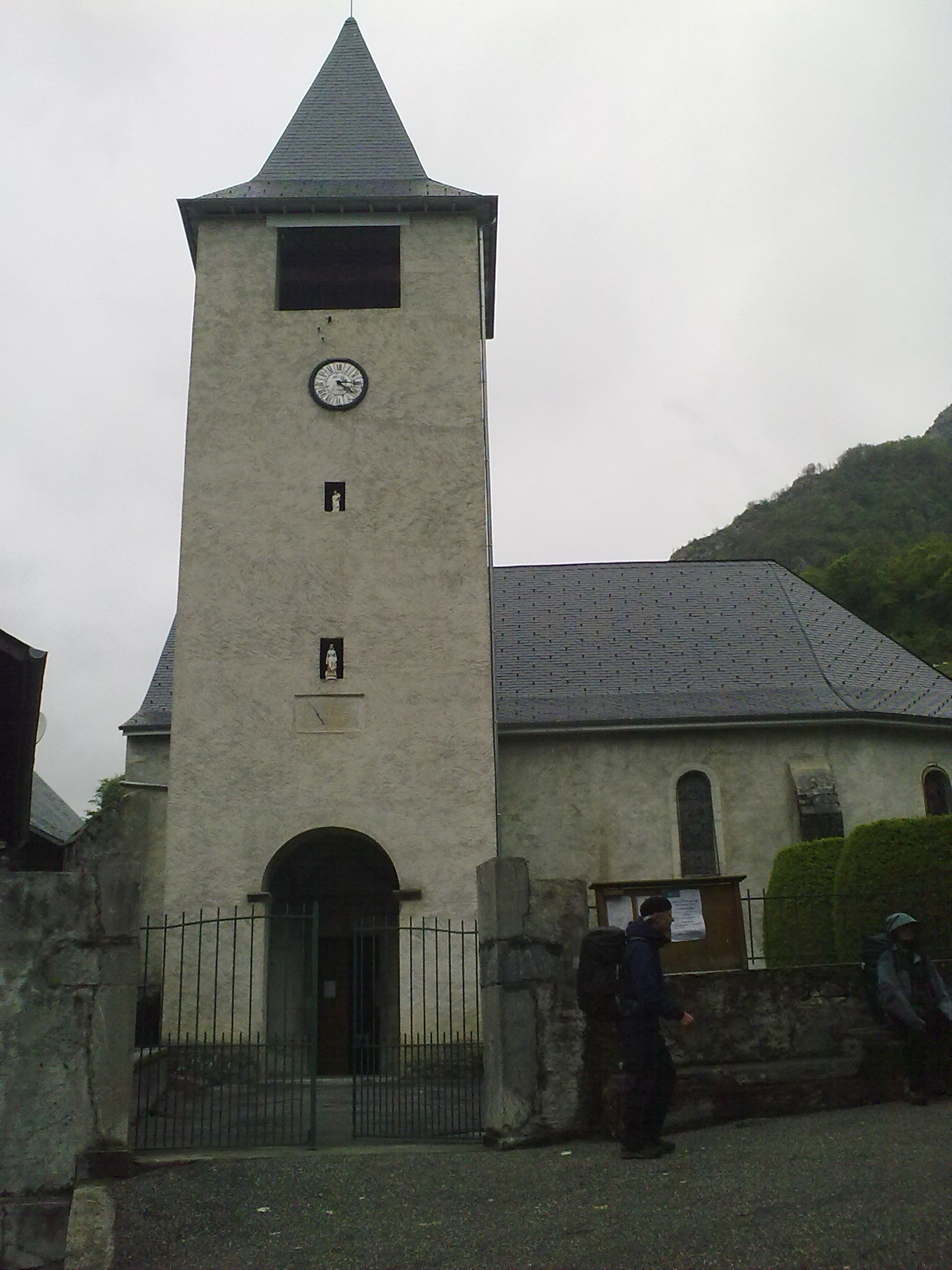
l'église consacrée à saint Grat.

L’église, du XVIIe siècle, est consacrée à saint Grat, premier évêque d'Oloron.
Saint Grat est né au Ve siècle à Lichos, dans la basse vallée du Saison. Son nom de baptême, Gratus, signifie en latin « agréable, charmant » et aussi « reconnaissant ».
Sa jeunesse a été marquée par les hostilités envers les catholiques par le roi wisigoth Euric (466-485), dont le successeur, Alaric II (485-507), fut tolérant envers les catholiques, permettant la création du diocèse d'Oloron. Les Wisigoths étaient de culte chrétien Disciples d'arius, ce qui explique ces hostilités. Gratus en est le premier évêque catholique. Il participe à la tenue du concile d'Agde en 506, qui réunit 34 évêques catholiques du royaume wisigoth, sous la présidence de saint Césaire, évêque d'Arles. En 507, les Wisigoths, dont le royaume est le plus vaste des royaumes barbares et la capitale Toulouse, sont battus par Clovis à Vouillé, à côté de Poitiers. Mais à la mort de Clovis en 511, les Wisigoths sont encore très présents au sud de la Garonne (Occitanie). C'est pendant cette période que saint Grat serait mort à Jaca, d'où son corps aurait été amené à Oloron pour y reposer définitivement.

## Équipements
La commune possède une école primaire.

## Personnalités liées à la commune
La famille du chanteur et acteur Marcel Amont est originaire de ce village.